# Phaseoleae
Phaseoleae ist eine Tribus in der Unterfamilie der Schmetterlingsblütler (Faboideae) innerhalb der Familie der Hülsenfrüchtler (Fabaceae). Diese Tribus enthält mit etwa 90 die meisten Gattungen innerhalb der Familie der Fabaceae. Ihre etwa 1570 Arten besitzen ein Hauptverbreitungsgebiet in tropischen bis warm-gemäßigten Gebieten der Welt, wobei es mehr Arten in trockeneren Gebieten gibt. Zahlreiche Arten werden durch den Menschen genutzt.

## Beschreibung

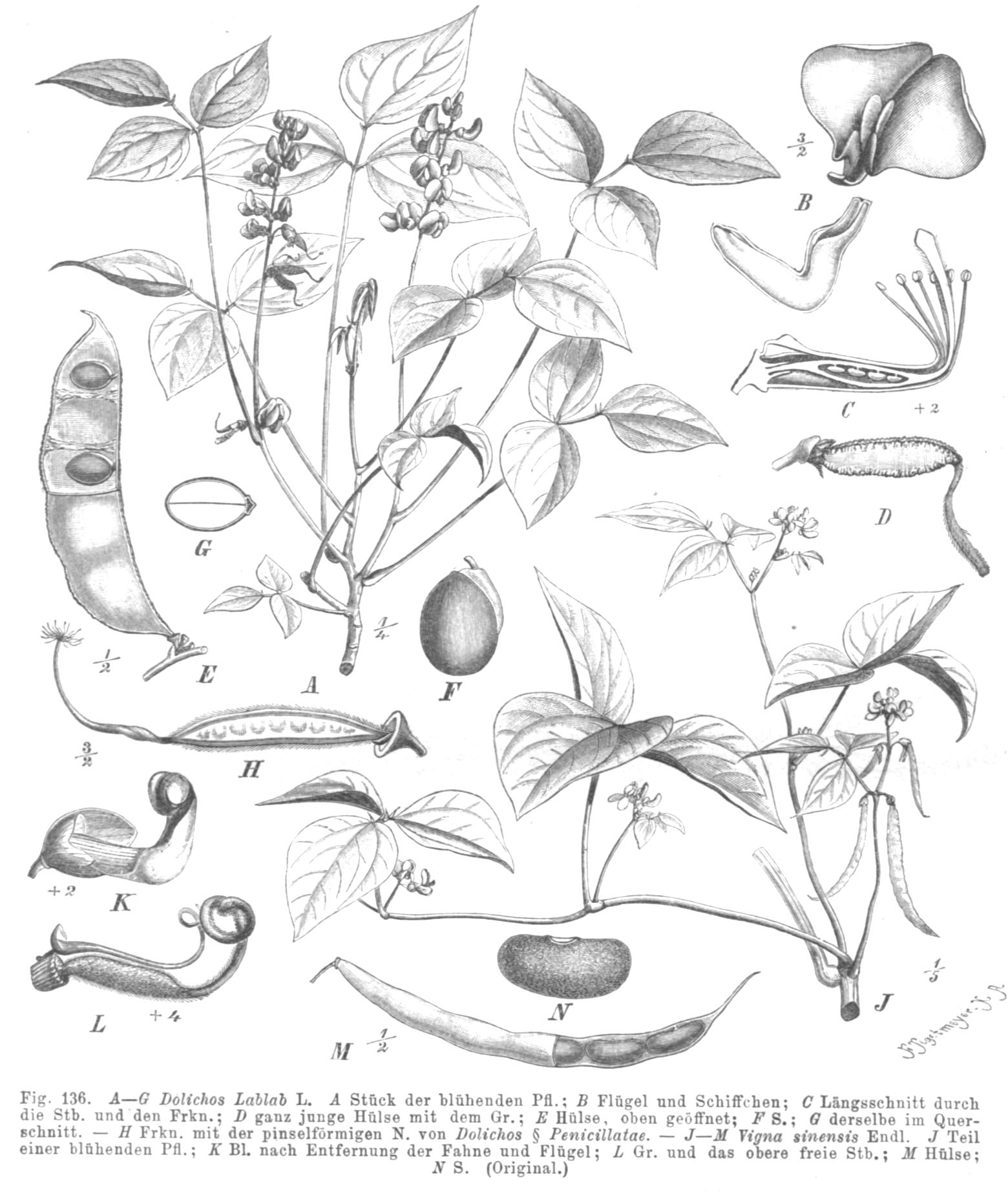
Illustration einiger Arten aus der Subtribus Phaseolinae

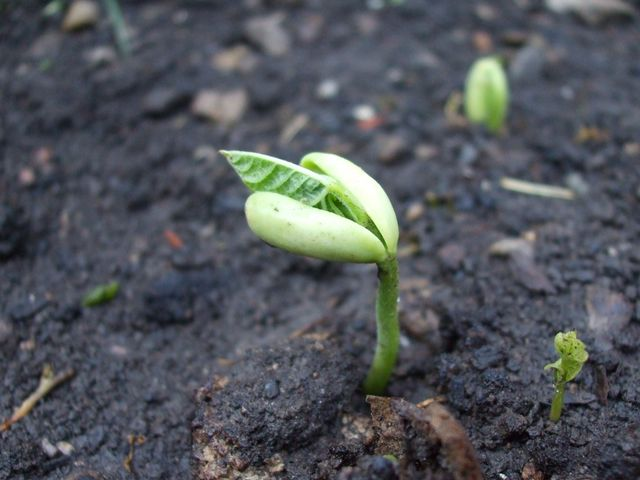
Sämling einer Stangenbohne (Phaseolus vulgaris) mit den beiden dicken Keimblättern und dem ersten sich entfaltenden Laubblatt

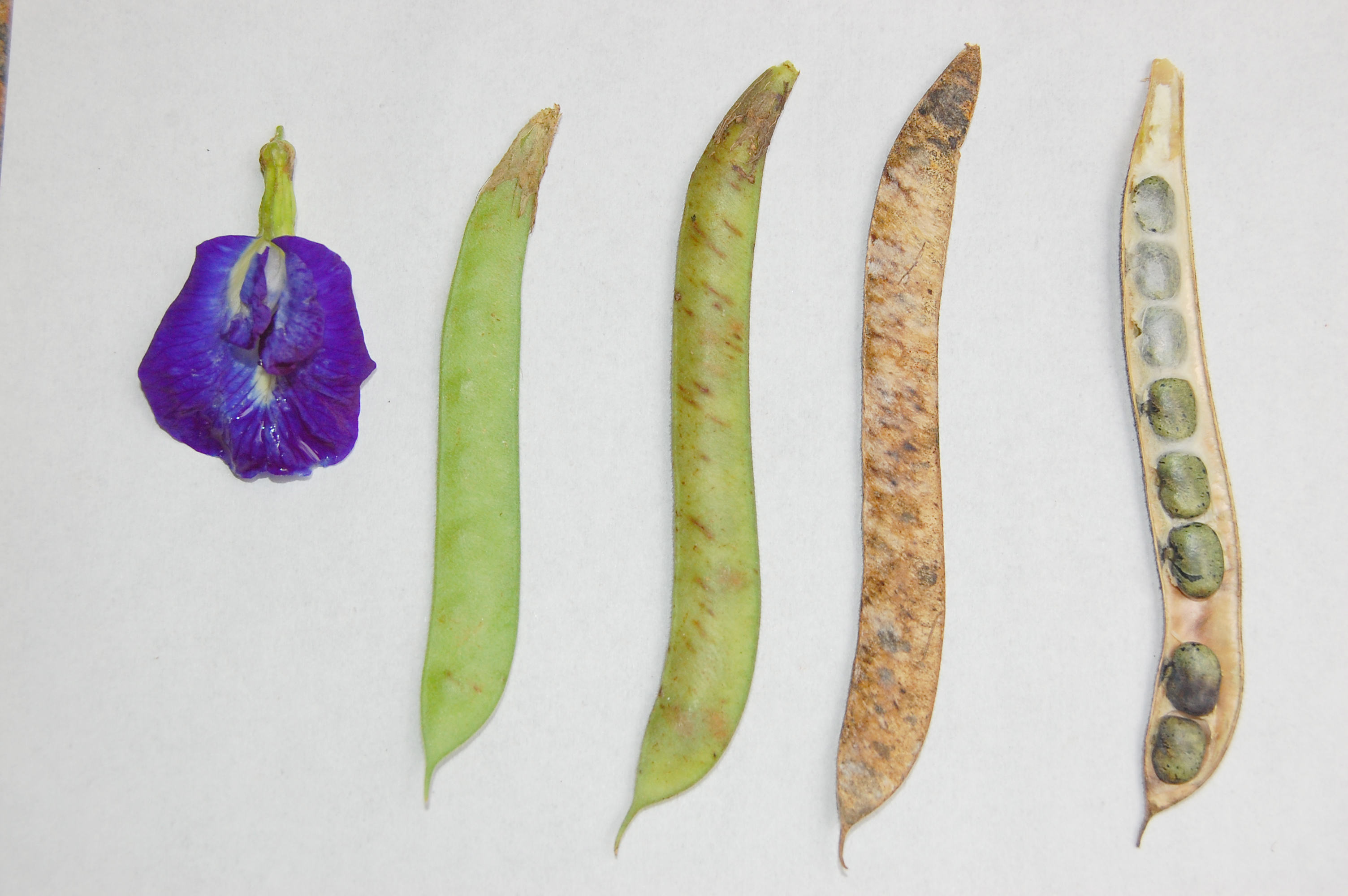
Blüte, geschlossene und offene Hülsenfrucht mit Samen von Clitoria ternatea

### Vegetative Merkmale
Es sind meist ausdauernde, manchmal einjährige, krautige Pflanzen, die selbständig aufrecht, windend oder niederliegend wachsen, selten sind es Bäume.
Die wechselständig angeordneten Laubblätter sind in Blattstiel und -spreite gegliedert. Der Blattstiel besitzt meist ein Polster. Die unpaarig gefiederten Blattspreiten besitzen meist drei, selten fünf oder sieben Fiederblättchen; manchmal bis auf ein Fiederblatt reduziert. Die Fiederblättchen besitzen einen glatten oder gelappten Rand und manchmal sind sie drüsig gepunktet. Es sind Nebenblätter der Blätter und Fiederblättchen vorhanden.

### Generative Merkmale
Es werden meist seitenständige meist traubige Gesamtblütenstände, oft aus bündeligen Teilblütenständen bestehen oder manchmal verzweigte rispige Gesamtblütenstände, manchmal sind sie auf eine einzelne Blüte reduziert. Die Blütenstände besitzen oft einen angeschwollenen Knoten und meist kleine Tragblätter die oft sehr schnell vergänglich sind.
Die zwittrigen Blüten sind zygomorph sind fünfzählig mit doppelter Blütenhülle (Perianth). Die fünf Kelchblätter sind verwachsen und enden meist mit vier oder fünf Kelchzähnen, selten sind sie gestutzt. Die Blütenkrone hat den typischen Aufbau der Schmetterlingsblütler. Das Schiffchen kann normal gebaut, lang geschnäbelt oder spiralig gedreht sein. Manchmal sind neun der zehn Staubblätter mehr oder weniger stark untereinander verwachsen, aber sie oft sind alle frei. Die Staubbeutel sind meist alle gleich. Es ist ein einzelnes oberständiges Fruchtblatt vorhanden, das eine bis viele Samenanlagen enthält. Der Griffel ist auf der ganzen Länge auf einer Seite bärtig behaart oder nur um die Narbe herum behaart.
Die zweifächerigen Hülsenfrüchte können zwischen den Samen in Abschnitte gegliedert sein, aber sie sind nicht vollständig geteilt. Die Samen besitzen zwei dicke, nährstoffreiche Keimblätter (Kotyledonen).

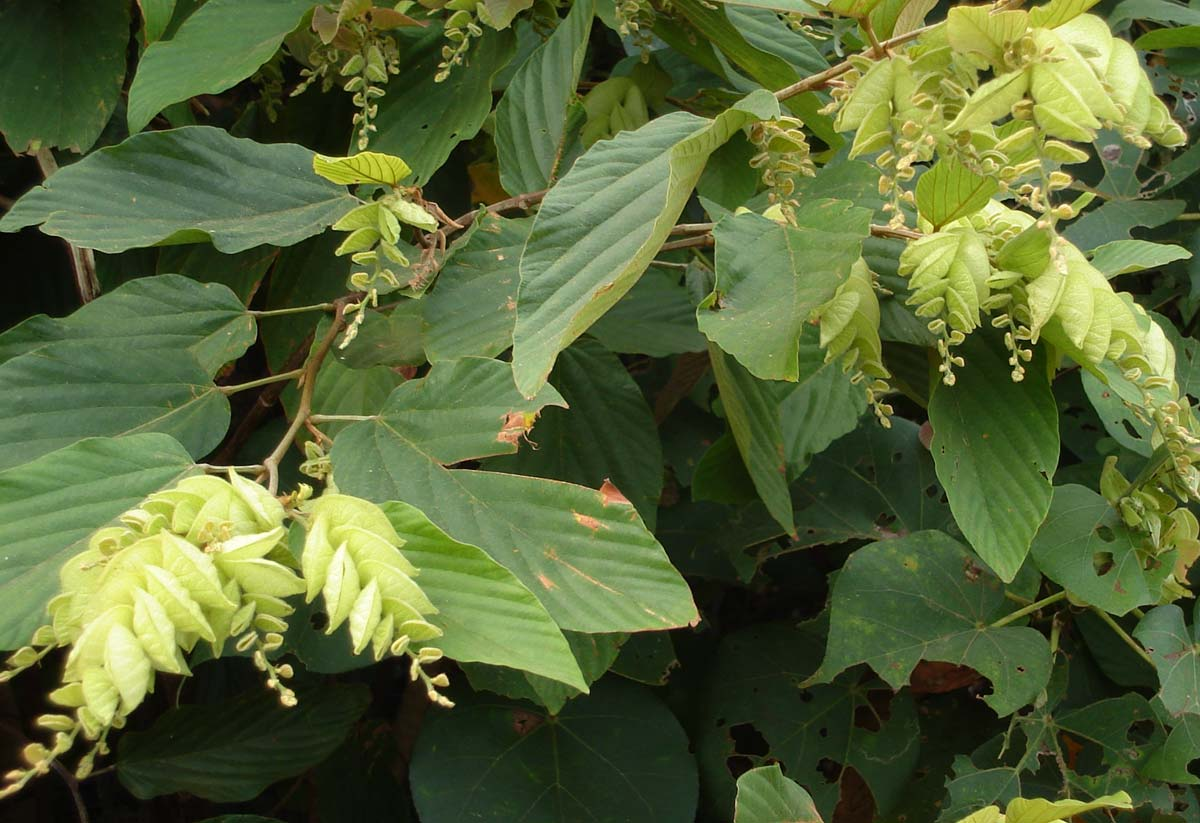
Subtribus Cajaninae: Habitus und Laubblätter von Flemingia strobilifera

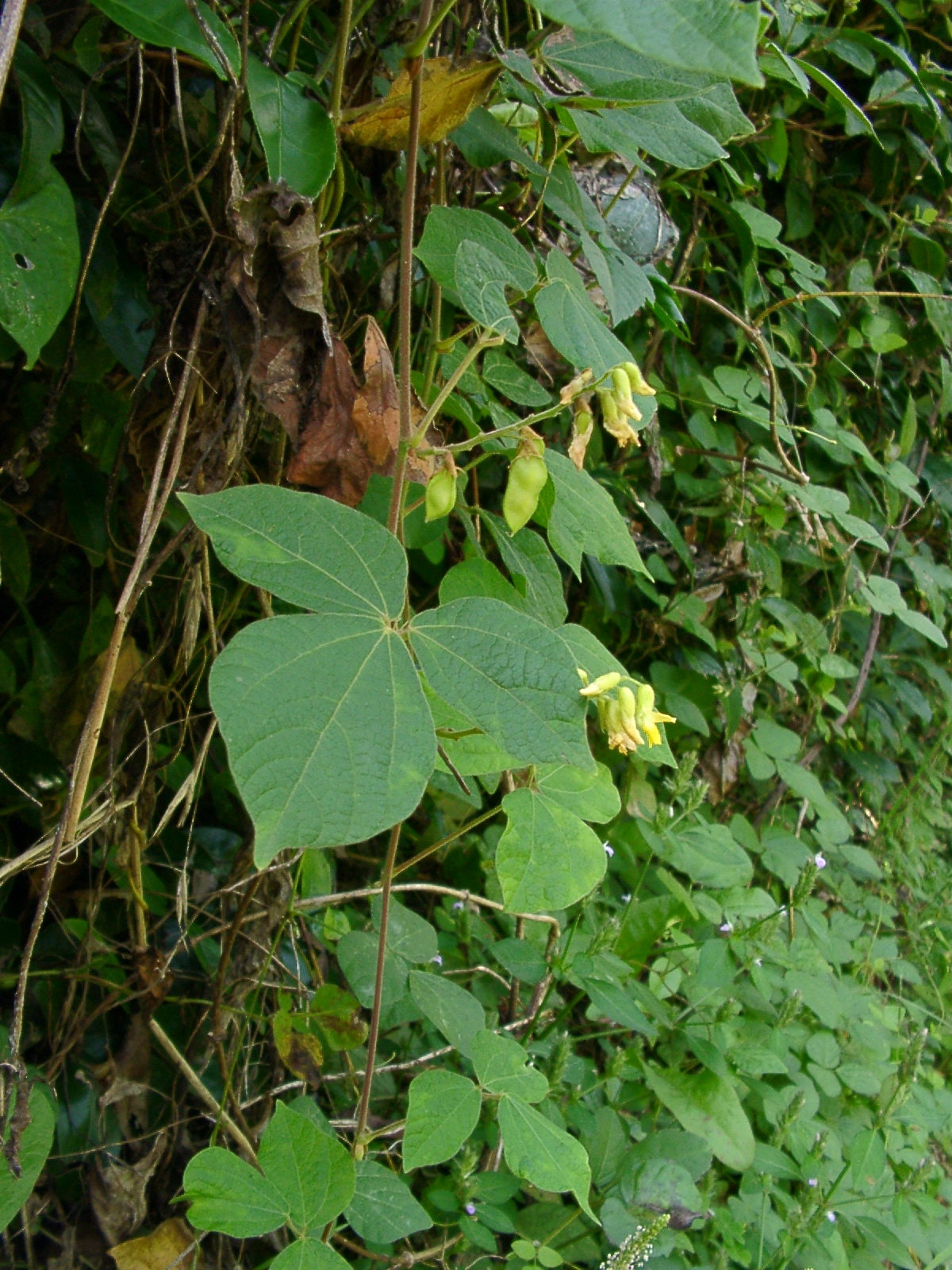
Subtribus Cajaninae: Rhynchosia acuminatifolia

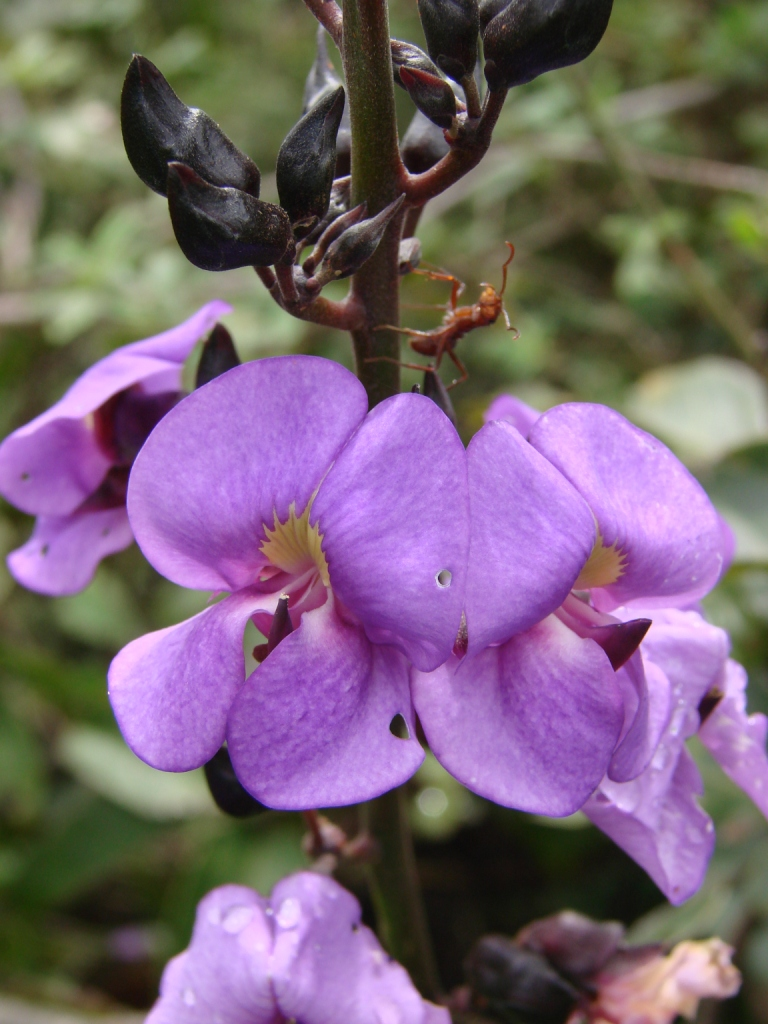
Subtribus Diocleinae: Dioclea grandiflora

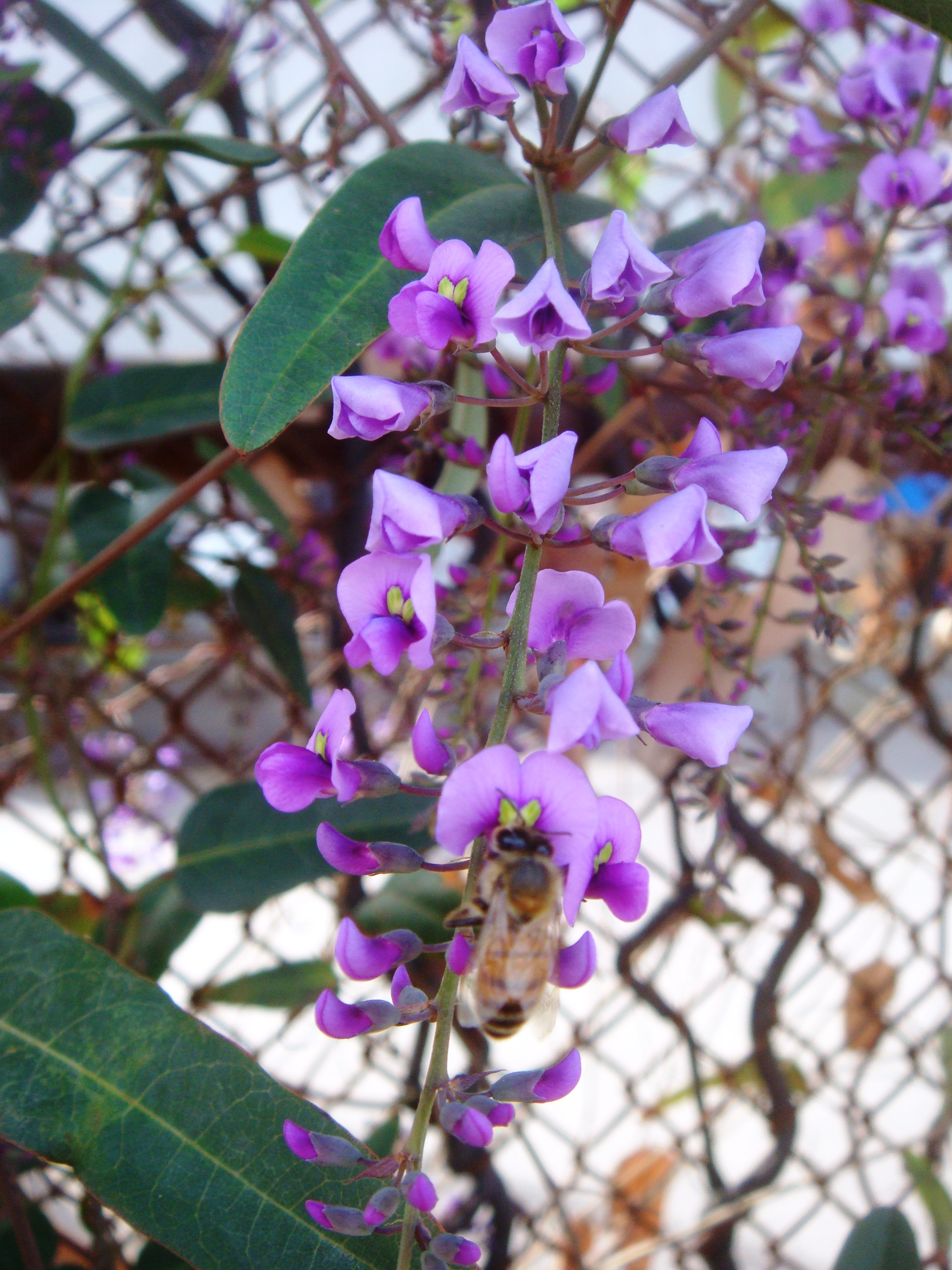
Subtribus Kennediinae: Hardenbergia violacea

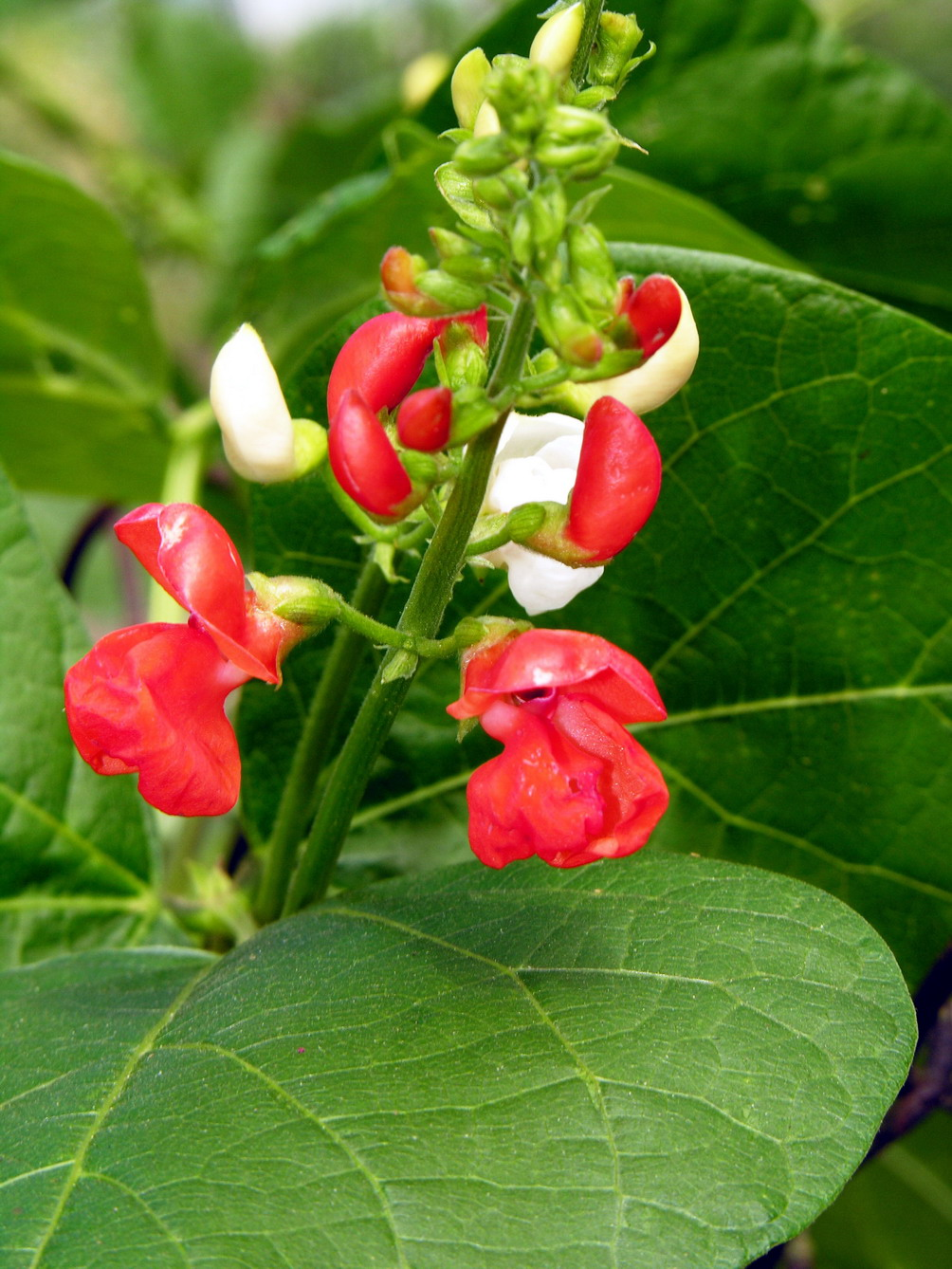
Subtribus Phaseolinae: Phaseolus coccineus

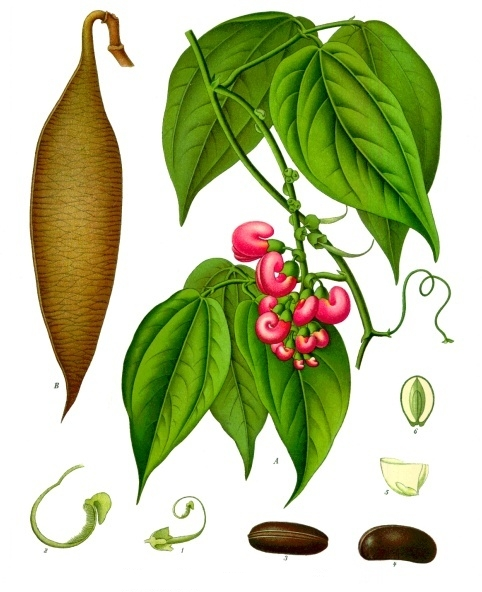
Subtribus Phaseolinae: Illustration von Physostigma venenosum

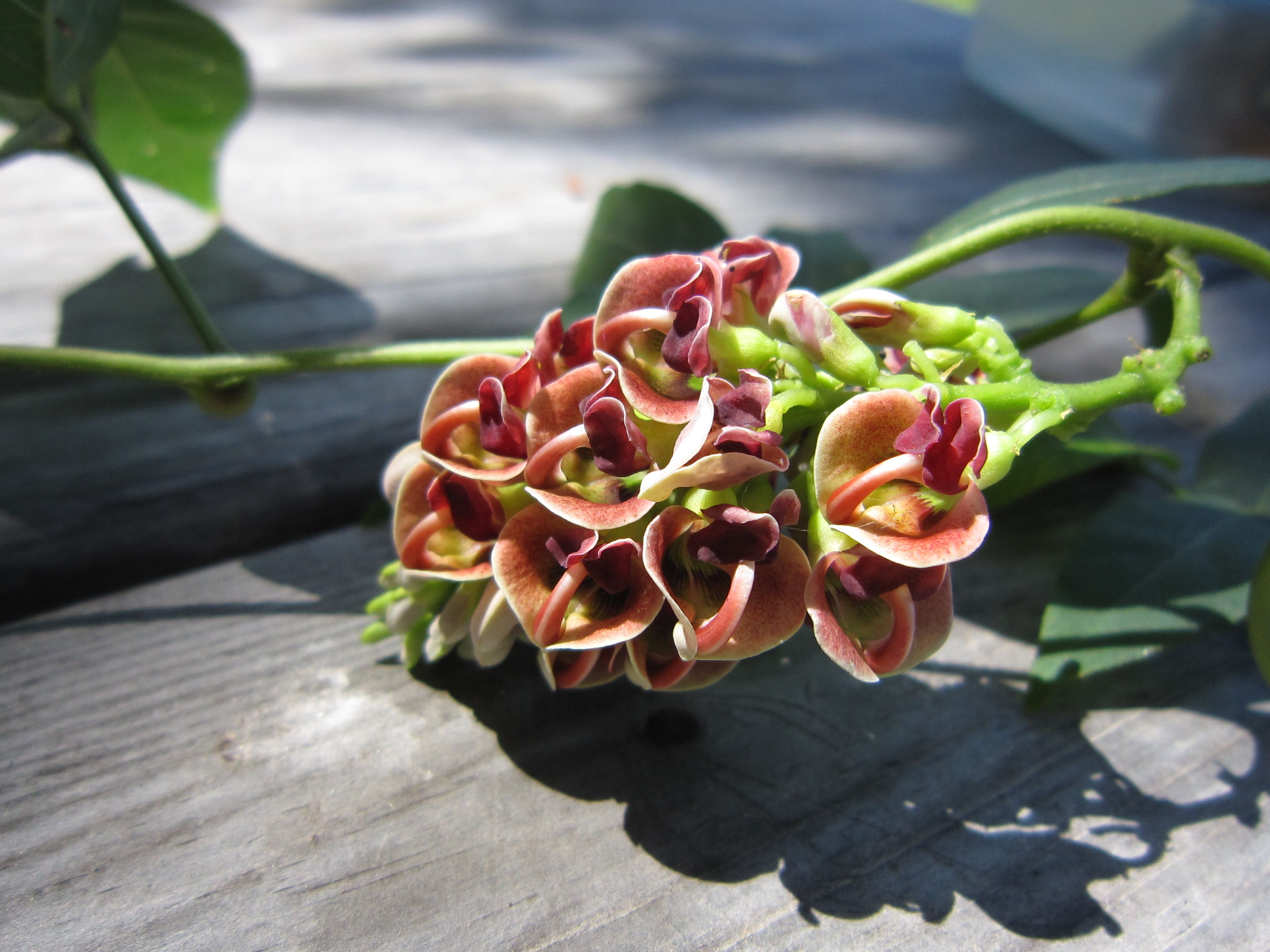
Blütenstand von Apios americana

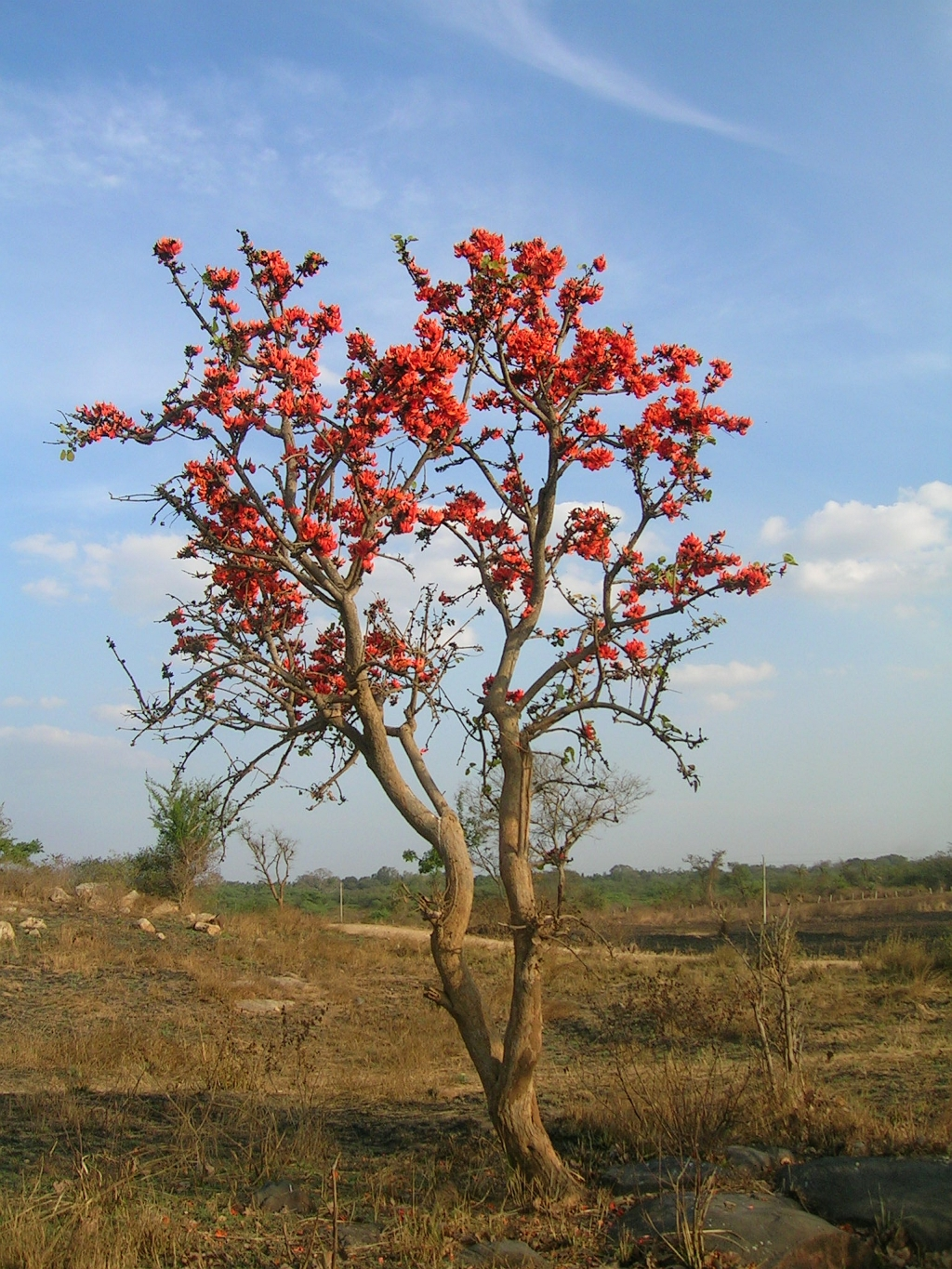
Habitus und Blütenstände des Malabar-Lackbaumes (Butea monosperma)

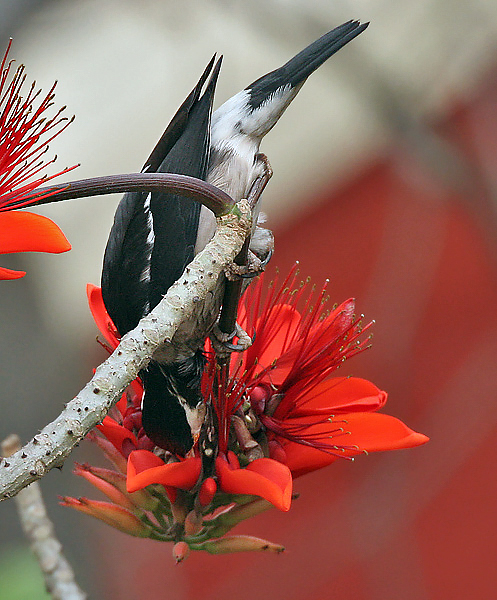
Sturnus contra trinkt Nektar aus einer Blüte des Indischen Korallenbaumes (Erythrina variegata)

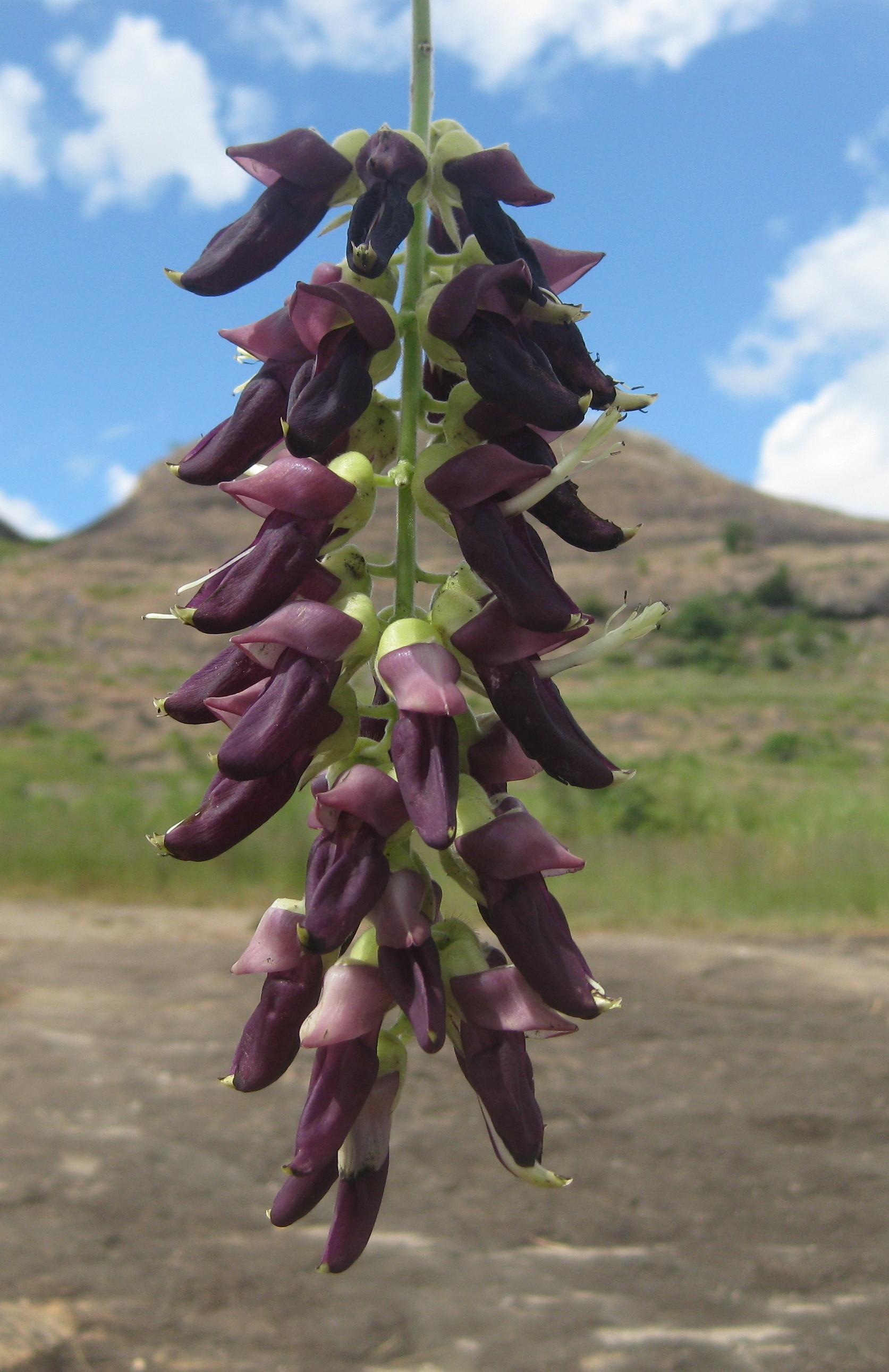
Mucuna pruriens

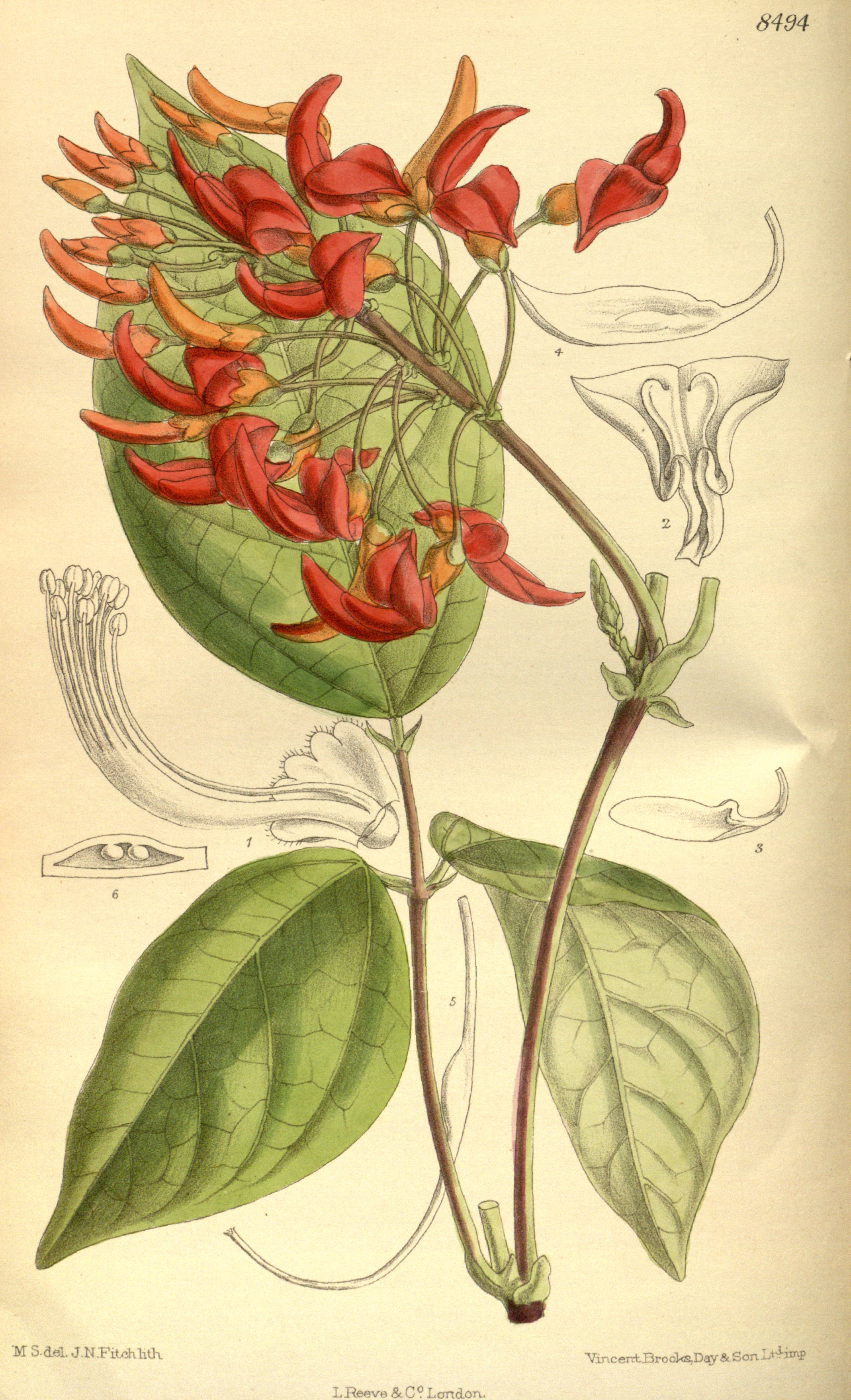
Illustration von Strongylodon pseudolucidus

## Systematik und Verbreitung
Die Tribus Phaseoleae wird gegliedert in sieben Subtribus und enthält etwa 90 Gattungen mit etwa 1570 Arten:
- Subtribus Cajaninae: Mit etwa zehn Gattungen:
  - Adenodolichos Harms: Mit etwa 15 Arten; sie kommen im tropischen Afrika vor
  - Bolusafra Kuntze: Mit nur einer Art:
    - Bolusafra bituminosa (L.) Kuntze; sie kommt in Südafrika vor

  - Cajanus Adans.: Mit etwa 30 Arten im tropischen Asien, Madagaskar und Ozeanien.
  - Carrissoa Bak. f.: Mit nur einer Art:
    - Carissoa angolensis Bak. f.; sie kommt nur in Angola vor

  - Chrysoscias E.Mey.: Mit 3–4 Arten, die in der Capensis vorkommen
  - Dunbaria Wight & Arn.: Mit etwa 20 Arten in Asien und Ozeanien.
  - Eriosema (DC.) Desv.: Mit etwa 130 Arten weltweit.
  - Flemingia Roxb. ex W.T.Aiton: Mit etwa 30 Arten im tropischen Asien, Afrika und Ozeanien.
  - Paracalyx Ali: Mit etwa sechs Arten, die in den Tropen vorkommen
  - Rhynchosia Lour.: Mit etwa 200 Arten weltweit.
- Subtribus Clitoriinae: Mit etwa fünf Gattungen:
  - Barbieria DC.: Mit nur einer Art:
    - Barbieria pinnata (Pers.) Baill.: Sie ist in der Neotropis verbreitet.

  - Centrosema (DC.) Benth.: Mit etwa 45 Arten weltweit, aber hauptsächlich in der Neuen Welt.
  - Clitoria L.: Mit etwa 70 Arten in den Tropen und Subtropen.
  - Clitoriopsis R.Wilczek: Mit nur einer Art:
    - Clitoriopsis mollis R.Wilczek; sie kommt im Sudan und im Kongogebiet vor

  - Periandra Mart. ex Benth.: Mit etwa sechs Arten; sie kommen in Brasilien und auf Hispaniola vor
- Subtribus Diocleinae: Mit etwa 13 Gattungen:
  - Camptosema Hook. & Arn.: Mit etwa 10 Arten; sie kommen in Südamerika vor
  - Canavalia Adans.: Mit etwa fünfzig Arten in den Tropen und Subtropen.
  - Cleobulia Mart. ex Benth.: Die drei bis fünf Arten kommen in Mexiko und Brasilien vor.
  - Collaea DC.: Die etwa sieben Arten kommen in Südamerika vor.
  - Cratylia Mart. ex Benth.: Die etwa sieben Arten kommen in Südamerika vor.
  - Cymbosema Benth.: Mit nur einer Art:
    - Cymbosema roseum Benth.: Sie ist in der Neotropis verbreitet.

  - Dioclea Kunth: Mit etwa 40 Arten in den Tropen. Darunter:
    - Dioclea edulis Kuhlm.: Aus dem östlichen Brasilien.

  - Galactia P.Browne: Mit etwa 70 Arten in den Tropen und Subtropen Asiens, Afrikas und Amerikas.
  - Lackeya Fortunato et al.: Mit nur einer Art:
    - Lackeya multiflora (Torr. & A. Gray) Fortunato et al.; sie kommt in den südöstlichen USA vor

  - Luzonia Elmer (wird auch zu Dioclea gestellt): Mit nur einer Art:
    - Luzonia purpurea Elmer; sie kommt nur auf den Philippinen (Luzon, Leyte) vor

  - Macropsychanthus Harms ex K.Schum. & Lauterb. (wird auch zu Dioclea gestellt): Mit mehreren Arten, die auf Neuguinea, den Philippinen, den Talaud-Inseln, auf Seram und auf den Salomonen vorkommen[2]
  - Neorudolphia Britton: Mit nur einer Art:
    - Neorudolphia volubilis (Willd.) Britton: Dieser Endemit kommt in Puerto Rico vor.

  - Rhodopis Urb.: Mit nur zwei Arten, die auf Hispaniola vorkommen
- Subtribus Glycininae: Sie enthält seit 2023 etwa 23 Gattungen:[3]
  - Amphicarpaea Elliott ex Nutt.:[3] Die etwa fünf Arten sind im tropischen Afrika, östlichen Asien und Nordamerika verbreitet.
  - Afroamphica H.Ohashi & K.Ohashi[3]
  - Calopogonium Desv.:[3] Die etwa sechs Arten sind in der Neotropis verbreitet.
  - Cologania Kunth:[3] Die etwa 12 Arten sind in der Neotropis verbreitet.
  - Dumasia DC.:[3] Mit etwa zehn Arten im südlichen Afrika und in Asien.
  - Eminia Taub.:[3] Die etwa vier Arten sind im tropischen Afrika verbreitet.
  - Glycine Willd.:[3] Mit etwa neun Arten tropischen, subtropischen und gemäßigten Gebieten der östlichen Hemisphäre. Darunter:
    - Sojabohne (Glycine max (L.) Merr.)

  - Herpyza C.Wright:[3] Mit nur einer Art:
    - Herpyza grandiflora (Griseb.) C.Wright: Dieser Endemit kommt nur im westlichen Kuba vor.

  - Harashuteria K.Ohashi & H.Ohashi[3]
  - Neocollettia Hemsl.:[3] Mit nur einer Art:
    - Neocollettia wallichii (Kurz) Schindler: Sie kommt in Myanmar und auf Java vor.

  - Neonotonia J.A.Lackey:[3] Die etwa zwei Arten kommen in den Tropen vor.
  - Neorautanenia Schinz:[3] Die etwa drei Arten kommen im tropischen südlichen Afrika vor.
  - Neustanthus Benth:[3]
  - Nogra Merr.[3]: Mit etwa vier Arten in China, Indien und Thailand.
  - Pachyrhizus Rich. ex DC.:[3] Die etwa fünf Arten sind in der Neotropis verbreitet.
  - Phylacium Benn.: Mit etwa drei Arten in China, Indien, Laos, Malaysia, Myanmar, Thailand und den Philippinen.
  - Pseudeminia Verdc.:[3] Mit etwa vier Arten im tropischen Afrika
  - Pseudovigna (Harms) Verdc.:[3] Mit zwei Arten im tropischen Afrika
  - Pueraria DC.:[3] Mit etwa 20 Arten im tropischen und östlichen Asien.
  - Sinodolichos Verdc.:[3] Mit nur zwei Arten in China, Sarawak, Myanmar und Thailand.
  - Teramnus P.Browne:[3] Mit etwa acht Arten in den Tropen.
  - Teyleria Backer:[3] Mit nur drei Arten in China, Indochina, Indonesien und den Philippinen.
  - Weizhia G.Y.Li, Z.H.Chen, K.W.Jiang & B.Pan: Sie wurde 2023 mit nur einer Art aufgestellt:[3]
    - Weizhia pentaphylla G.Y.Li, Z.H.Chen, K.W.Jiang & B.Pan: Sie ist bisher nur vom Typusfundort in der Stadt Shengzhou in der östlichen chinesischen Provinz Zhejiang bekannt.[3]
- Subtribus Kennediinae: Mit etwa drei Gattungen:
  - Hardenbergia Benth.: Mit etwa drei Arten in Australien
  - Kennedia Vent.: Mit etwa 15 Arten in Australien
  - Vandasina Rauschert: Mit nur einer Art:
    - Vandasina retusa (Benth.) Rauschert; sie kommt in Neuguinea und in Queensland vor
- Subtribus Ophrestiinae: Mit etwa drei Gattungen:
  - Cruddasia Prain: Mit nur zwei Arten im tropischen Asien
  - Ophrestia H.M.L.Forbes: Mit etwa 13 Arten im tropischen Afrika.
  - Pseudoeriosema Hauman: Mit etwa vier Arten im tropischen  Afrika
- Subtribus Phaseolinae: Mit etwa 21 Gattungen:
  - Alistilus N.E.Br.: Mit etwa drei Arten im südlichen tropischen Afrika und in Madagaskar
  - Austrodolichos Verdc.: Mit nur einer Art:
    - Austrodolichos errabundus (M. Scott) Verdc.; sie kommt in Nordaustralien vor

  - Dipogon Liebm.: Es gibt nur eine Art:
    - Dipogon lignosus (L.) Verdc.: Sie kommt im tropischen Südlichen Afrika vor.

  - Dolichopsis Hassl.: Mit nur einer Art.
    - Dolichopsis paraguariensis Hassl.; sie kommt in Südbrasilien, Paraguay und Argentinien vor

  - Dolichos L.: Mit etwa 60 Arten in Afrika und Asien.
  - Dolichovigna Hayata (die Gattung wird auch zu Vigna gestellt)
  - Lablab Adans.: Mit der einzigen Art:
    - Helmbohne (Lablab purpureus (L.) Sweet): Sie ist in Afrika beheimatet, wird aber im gesamten Tropengürtel angebaut.

  - Macroptilium (Benth.) Urb.: Mit etwa 20 Arten in der Neotropis.
  - Macrotyloma (Wight & Arn.) Verdc.: Mit etwa 25 Arten in Afrika und Asien.
  - Mysanthus G.P.Lewis & A.Delgado: Mit nur einer Art:
    - Mysanthus uleanus (Harms) G.P.Lewis & A.Delgado; sie kommt in Brasilien vor

  - Nesphostylis Verdc.: Mit zwei Arten im tropischen Afrika und zwei im tropischen Asien
  - Oryxis A.Delgado & G.P.Lewis: Mit nur einer Art:
    - Oryxis monticola (Benth.) A.Delgado & G.P.Lewis; sie kommt in Brasilien vor

  - Oxyrhynchus Brandegee: Mit einer Art in Malesien und drei Arten in Mittelamerika.
  - Phaseolus L.: Mit etwa fünfzig Arten in der Neotropis.
  - Physostigma Balf.: Mit etwa vier Arten im tropischen Afrika
  - Ramirezella Rose: Mit etwa sieben Arten in Mittelamerika und Mexiko
  - Spathionema Taub.: Mit nur einer Art:
    - Spathionema kilimandscharicum Taub.; sie kommt im tropischen Afrika vor

  - Sphenostylis E.Mey.: Mit sieben Arten in Afrika und einer in Indien
  - Strophostyles Elliott: Mit drei Arten in Nordamerika
  - Vatovaea Chiov.: Mit nur einer Art:
    - Vatovaea pseudolablab (Harms) Gillett; sie kommt vom tropischen Ostafrika bis nach Oman vor.

  - Vigna Savi: Mit etwa hundert Arten in den Tropen.
  - Wajira Thulin: Mit etwa fünf Arten in Afrika, Indien und Sri Lanka.
- Nicht in einer Subtribus enthalten sind:
  - Apios Fabr.: Mit etwa acht Arten hauptsächlich im östlichen Asien.
    - Apios americana Medik.

  - Butea Roxb. ex Willd.: Mit etwa vier Arten im tropischen Asien.
    - Butea superba Roxb.
    - Malabar-Lackbaum (Butea monosperma (Lam.) Taub.): Aus Indien, Burma und Sri Lanka.

  - Cochlianthus Benth.: Mit nur zwei Arten im südlichen und südwestlichen China und in Nepal.
  - Decorsea R.Vig.: Mit etwa sechs Arten in Afrika und Madagaskar.
  - Diphyllarium Gagnep.: Mit nur einer Art:
    - Diphyllarium melongense Gagnep.; sie kommt in Südostasien vor.

  - Dysolobium (Benth.) Prain: Mit etwa vier Arten in Indien und Südostasien.
  - Korallenbäume (Erythrina L.): Mit über hundert Arten in den Tropen und Subtropen.
  - Mastersia Benth.: Mit nur zwei Arten in Bhutan, China, Indien, Indonesien und Malaysia.
  - Meizotropis Voigt: Mit nur zwei Arten; sie kommen im Himalaja vor.
  - Mucuna Adans.: Mit etwa hundert Arten weltweit.
    - Juckbohne (Mucuna puriens): Aus Ostindien und Südchina bis ins nördliche Südostasien.

  - Otoptera DC.: Mit zwei Arten in Afrika
  - Psophocarpus Neck. ex DC.: Mit etwa zehn Arten in den Tropen der Alten Welt.
  - Shuteria Wight & Arn.: Mit etwa sechs Arten in den Tropen und Subtropen Asiens.
  - Spatholobus Hassk.: Mit etwa 30 Arten im tropischen Asien.
  - Strongylodon Vogel: Mit etwa 12 Arten, die von Madagaskar bis Polynesien, besonders aber auf den Philippinen vorkommen.
    - Strongylodon macrobotrys A.Gray: Aus den Philippinen.

## Nutzung
Viele Arten werden vielfältig genutzt. Als Nahrung für den Menschen dienen besonders die Samen und Früchte, aber auch bei einigen Arten die Knollen. Sie liefern Viehfutter. Man baut sie als Gründünger an. Die medizinischen Wirkungen zahlreicher Arten wurden untersucht. Einige Arten sind Färberpflanzen. Viele Arten werden als Zierpflanzen genutzt.